# Pevek

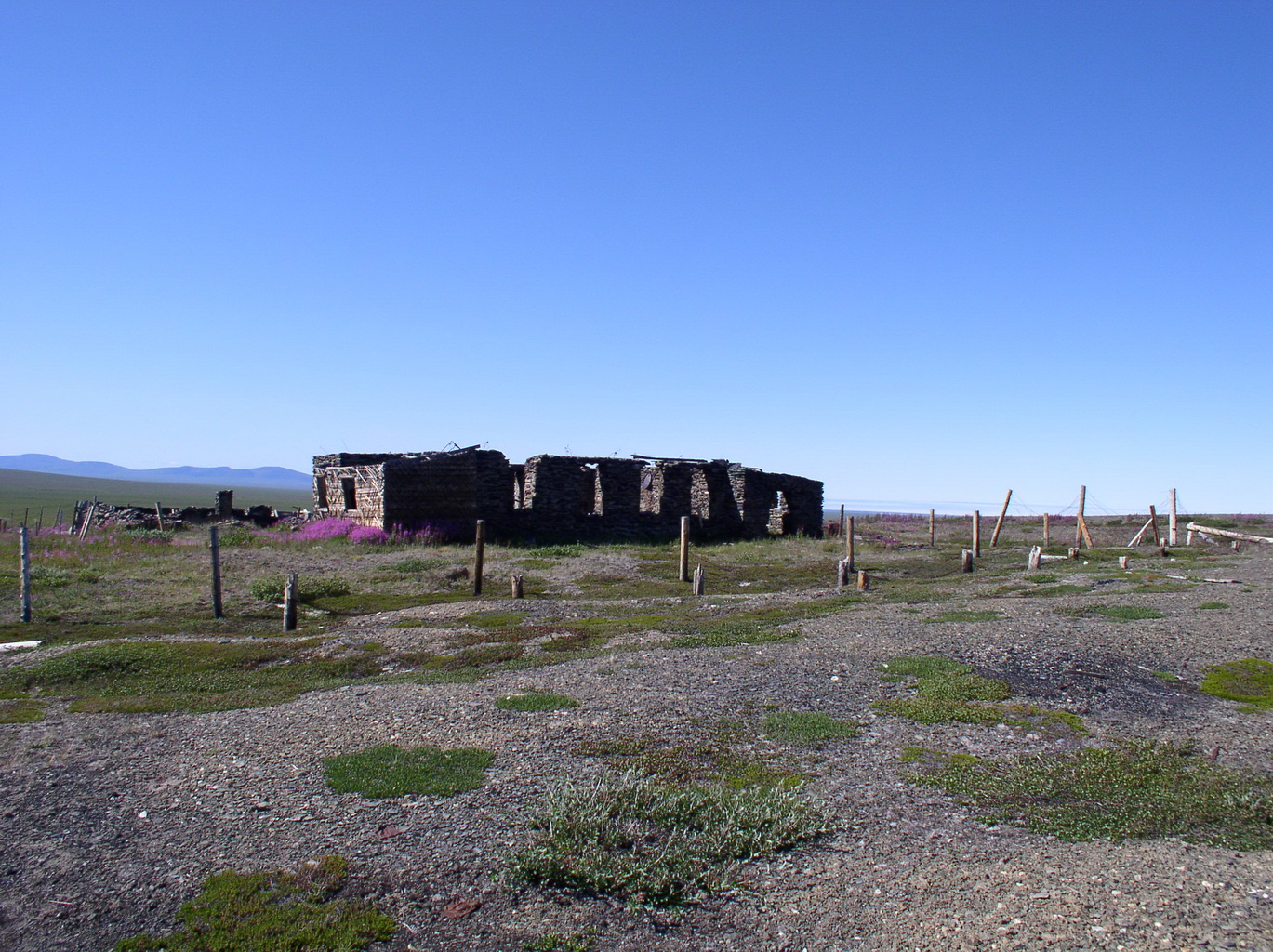
Gamla lägerbyggnader i Pevek från Gulagtiden.

Pevek (ryska: Певе́к; tjuktjiska: Пээкин, Peekin) är en hamnstad norr om polcirkeln i den autonoma regionen Tjuktjien i Ryssland. Det är den nordligaste staden i Ryssland och även i hela Asien. Pevek är regionens tredje största stad efter Anadyr och Bilibino.
Pevek har varit en viktig hamn för exporten av mineraler och malm. Sedan gruvbranschen minskat i betydelse har Pevek minskat kraftigt i befolkning. Folkmängden uppgick till 12 915 invånare vid folkräkningen 1989, som hade minskat till 4 162 invånare 2010. Folkmängden har dock ökat något under senare år.